# Baudet, Donon et Roussel
Baudet, Donon et Roussel (BDR) est une ancienne société française de conception et constructions métalliques, spécialisée dans la réalisation d'ouvrages en acier et dans la construction de matériel roulant ferroviaire.
L'entreprise réalise de nombreuses structures en acier comprenant des ponts, des appareils de levage de grandes dimensions et des charpentes de bâtiments. Elle est également active dans les domaines de la serrurerie, de la ferronnerie et de l'installation d'ascenseurs et de monte-charge. Concernant le matériel roulant ferroviaire, BDR se spécialise dans la fabrication de locotracteurs de diverses puissances avant de construire quelques petits autorails pour les grands réseaux de chemin de fer. Après Guerre, l'entreprise fabrique plusieurs séries de locotracteurs pour la Société nationale des chemins de fer français (SNCF).
L'entreprise Baudet, Donon et Roussel disparaît en 1959 en fusionnant avec la Société des anciens établissements Eiffel, ancêtre d'Eiffage Métal. L'activité de fabrication d'ascenseurs est reprise par la société Edoux avant d'être absorbée par Otis.

## Histoire
Les Établissements Baudet, Donon et Compagnie sont créés en 1878 par Émile Baudet et Alfred Donon,. L'entreprise exploite deux usines situées à Argenteuil et à La Plaine Saint-Denis.
En 1910, Jules Roussel fonde avec son fils Henri Roussel la Société Jules Roussel et fils. L'entreprise possède l'usine de Blanc-Misseron à Quiévrechain,.

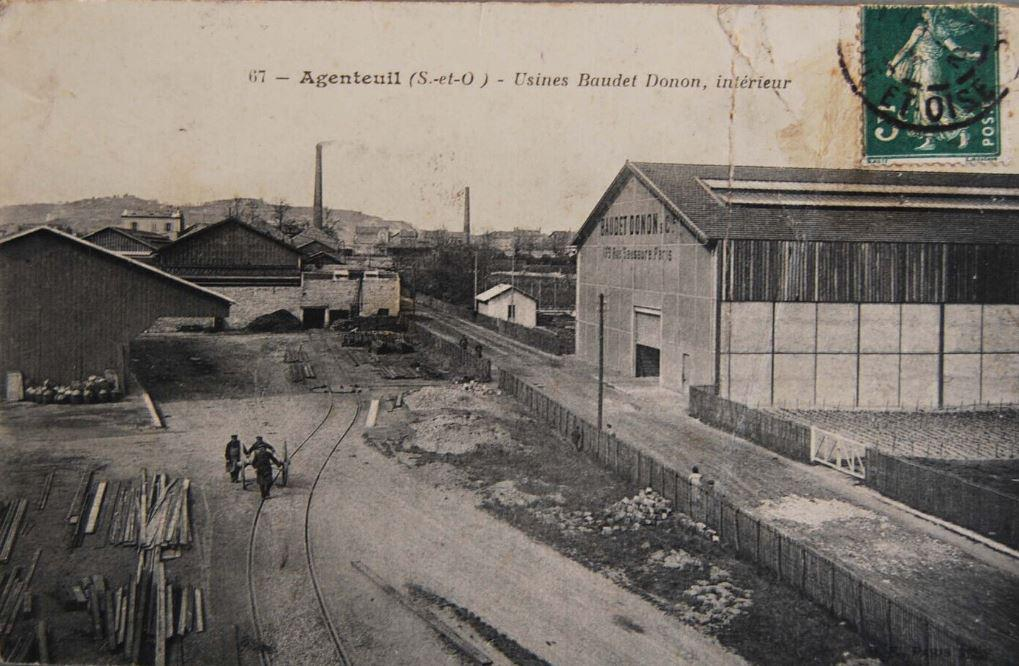
Usine BDR d'Argenteuil.

Au début des années 1920, les Établissements Baudet, Donon et Compagnie se sont spécialisés dans la construction de matériel ferroviaire et dans les travaux publics. Devant le besoin d'élargir son activité à la construction métallique, l'entreprise décide d'acquérir la Société Jules Roussel et fils et son usine de Blanc-Misseron. Les deux entreprises fusionnent en 1921 et se nomment dès lors Établissement Baudet, Donon et Roussel.
L'entreprise développe une activité de production de matériel de serrurerie, de construction métallique et mécanique, de ferronnerie et de chaudronnerie. En plus du matériel roulant ferroviaire, l'entreprise construit des ponts, des charpentes et des ascenseurs. Une division est créée sous le nom de Titan de France, spécialisée dans la fabrication d'appareils de levage et de manutention.
En 1959, l'entreprise fusionne avec la Société des anciens établissements Eiffel et devient les Établissements Eiffel-BDR, ancêtres de l'actuel Eiffage Métal. L'activité de construction d'ascenseurs est achetée par la société Edoux et prend le nom d'Ascinter puis l'entreprise est absorbée par Otis,.

## Matériel ferroviaire
Entre 1925 et 1927, Baudet, Donon et Roussel construit pour l'Administration des chemins de fer de l'État vingt-cinq remorques de rame standard Z 1400.
Dès les années 1920, Baudet, Donon et Roussel développe une gamme fournie de locotracteurs à moteur thermique à destination des réseaux de chemin de fer et des entreprises privées. Ces engins de faible puissance sont idéaux pour remplacer à moindre coût les chevaux utilisés jusqu'alors pour la manœuvre des wagons en gare et dans les embranchements particuliers. En 1930, BDR décline sa gamme avec des locotracteurs de 12, 30, 60 et 100 ch. Les locotracteurs ZZ 207 à 221 de l'État deviendront avec des engins similaires des autres compagnies la série des Y 6020 de la SNCF. Des engins du même constructeur seront également livrés au PLM, au Nord, à l'AL, à l'Est et au syndicat des Ceintures.

Locotracteur BDR des anciens réseaux.
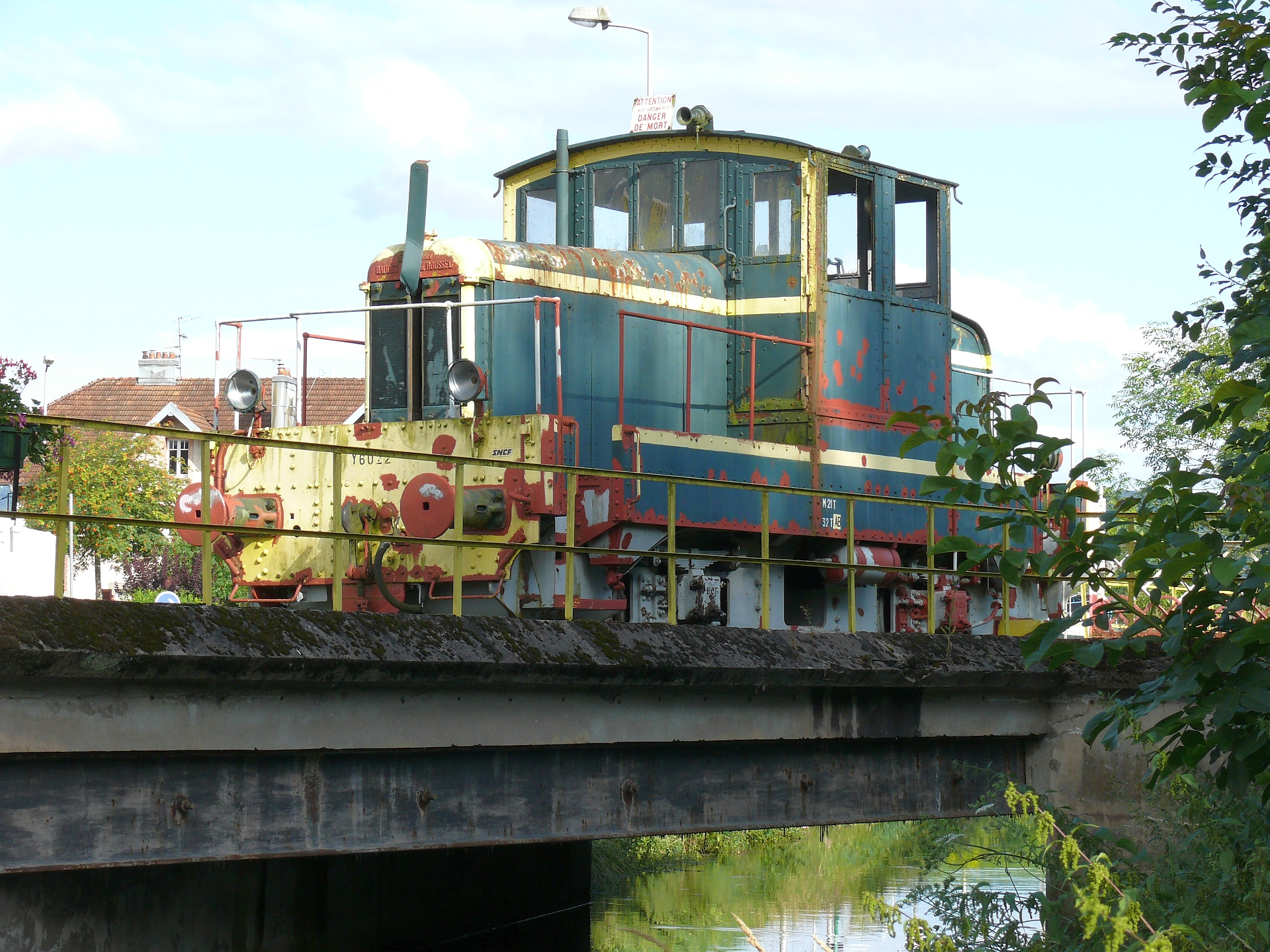
Y 6022 préservé à Remiremont.
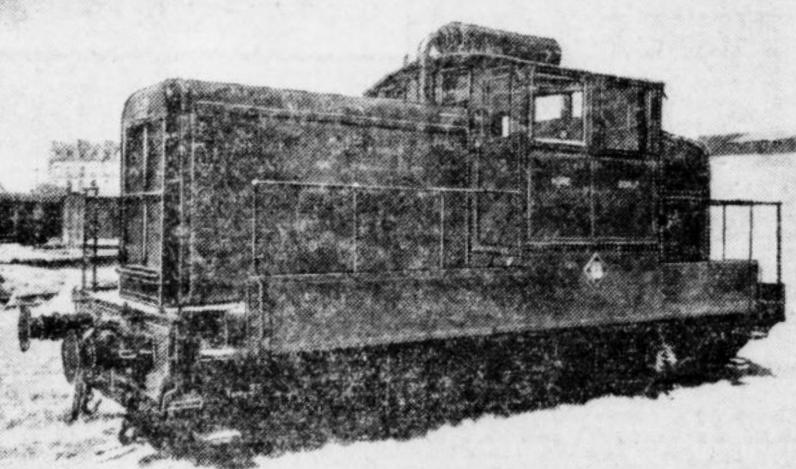
Locotracteur des chemins de fer du Nord.
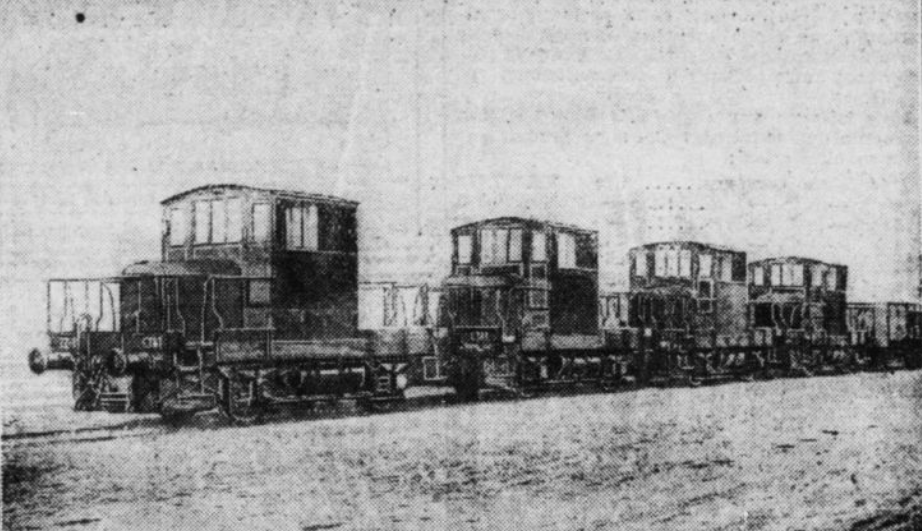
Livraison de locotracteurs au réseau de l'État

Locotracteur BDR industriels.
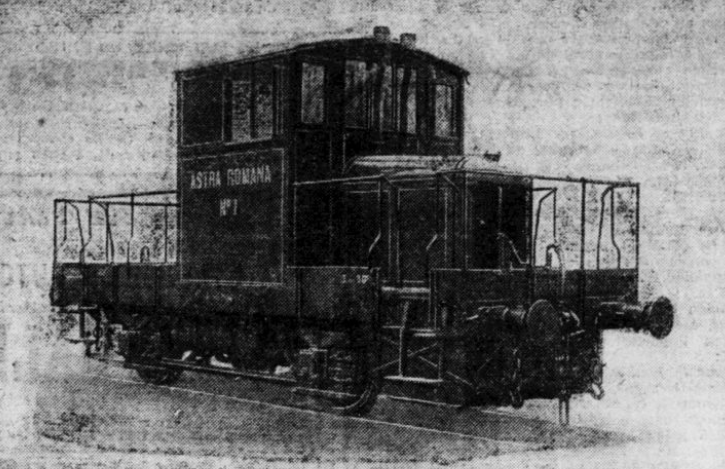
Locotracteur livré à la raffinerie Astra Română (ro).
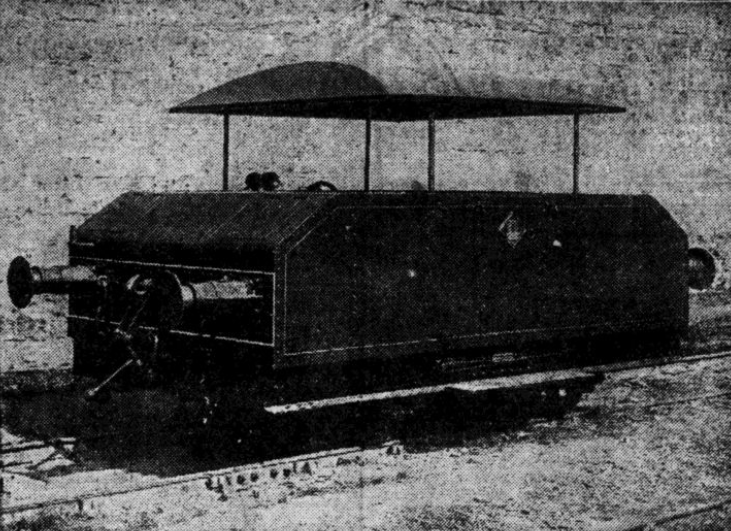
Locotracteur des tréfileries et laminoirs du Havre.

Baudet, Donon et Roussel, portée par le succès de ses locotracteurs, répond en 1931 à l'appel d'offres du PLM pour la fourniture de quatre petits autorails, réceptionnés en 1934 et immatriculés ZZC A 1 à 4. Ils desservent l'étoile de Pontarlier en roulement avec les autorails SOMUA ZZ D 1 et 2,,. Le PO-Midi réceptionne deux autorails similaires pour les dessertes de l'étoile de Mont-de-Marsan — numérotés ZZ B4E 23801 et 23802 — avant de les revendre au PLM en 1937. La compagnie de l'Est commande deux autorails plus longs que les autorails PO et PLM à BDR ; ils sont mis en service en 1935 et sont immatriculés ZZ ABCEs 40000 et 400002,. Enfin, le Nord réceptionne deux autorails à bogies ZZ 15 et 16 et les affecte au centre autorail de Compiègne.

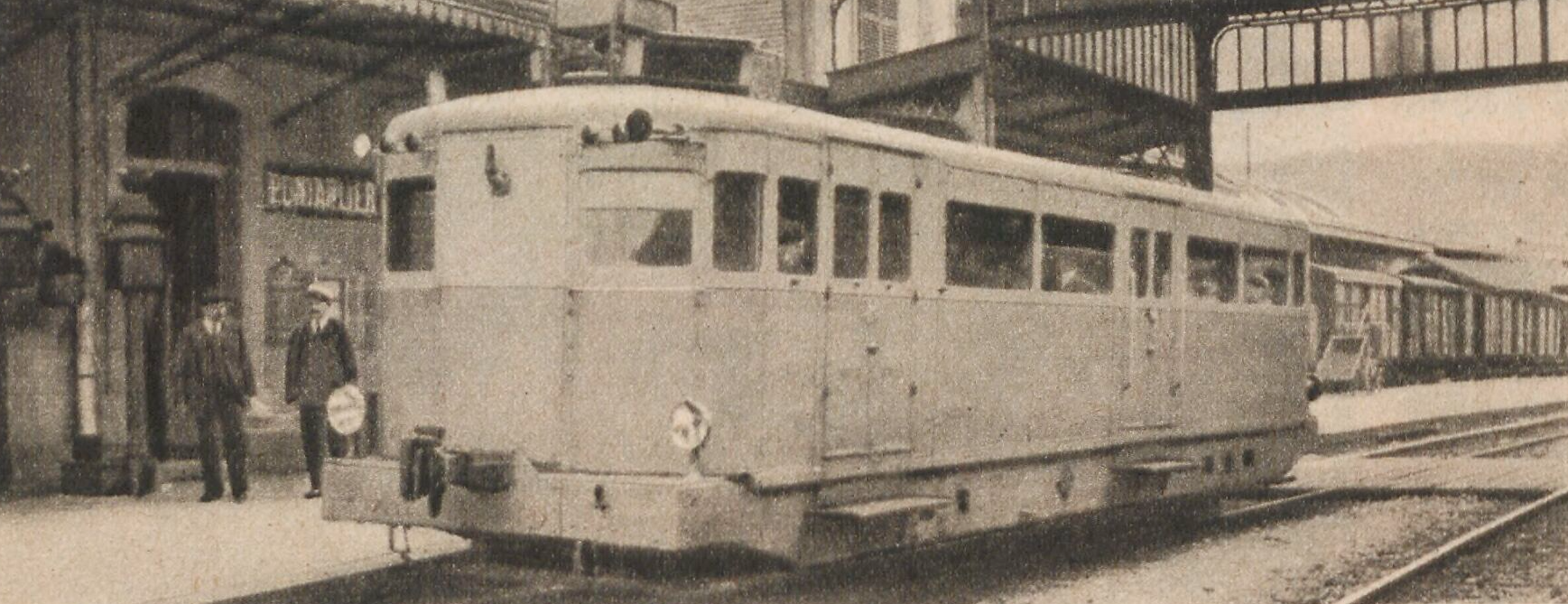
Autorail BDR du PLM à Pontarlier.
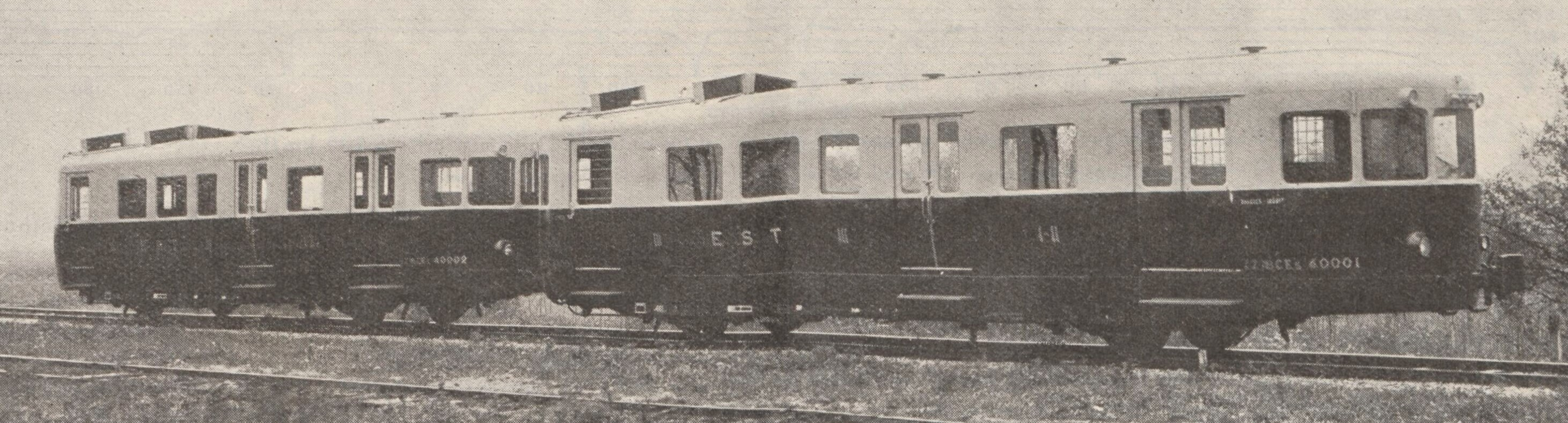
Accouplement d'autorails BDR de l'Est.

Durant la Seconde Guerre mondiale, BDR conçoit le locotracteur Standard, vendu comme engin idéal pour les manœuvres industrielles après avoir été possiblement destiné à une utilisation militaire par l'occupant allemand et proposé pour voie normale (type  HSMV 4V90) ou voie de 60 (type HSNE). De nombreux Standards BDR sont encore aujourd'hui préservés par des associations. Après guerre, l'activité ferroviaire de BDR continue : l'entreprise produit pour la SNCF les séries de locotracteurs Y 2100, Y 6000 et Y 6200.

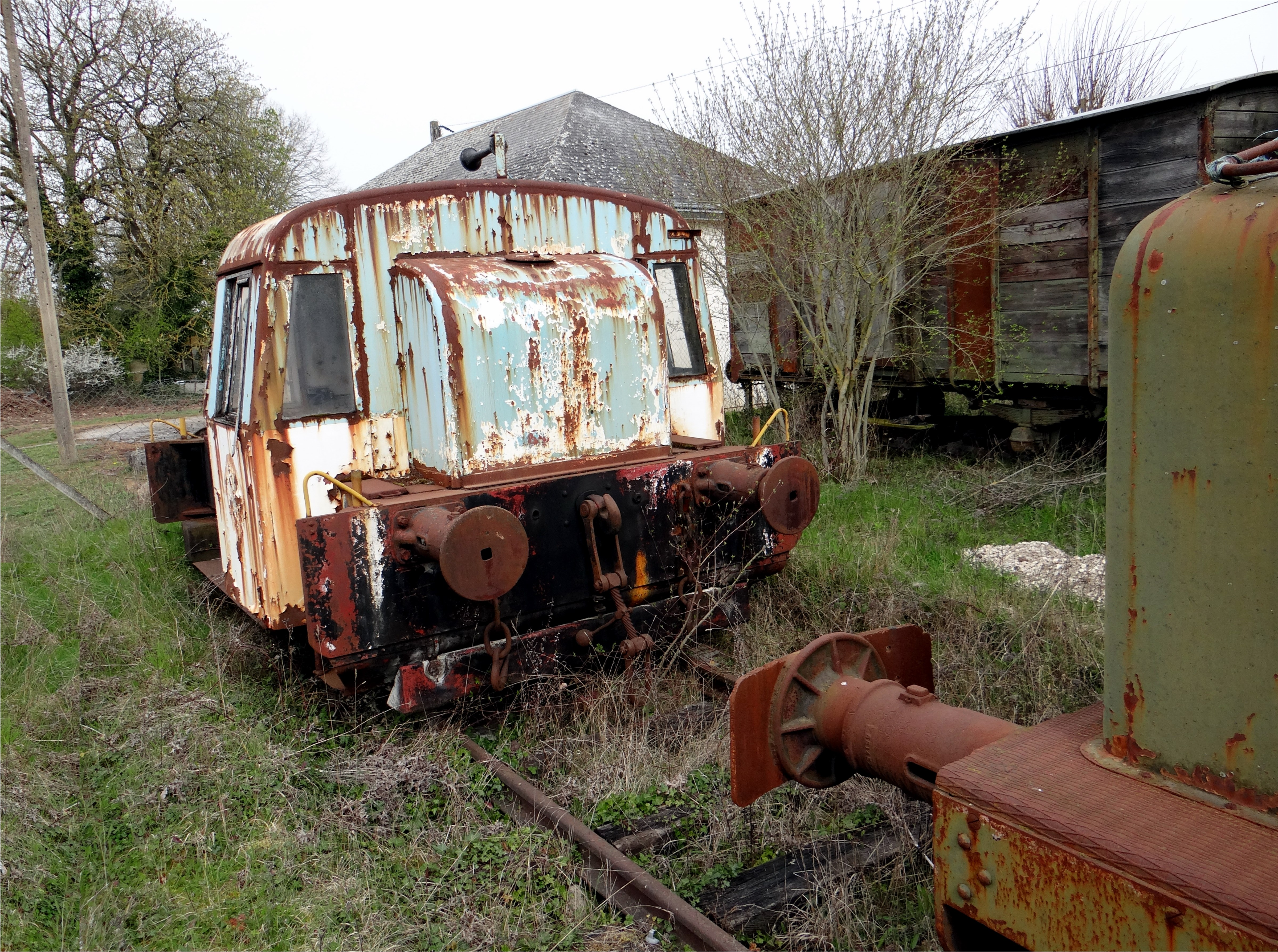
BDR Standard en gare de Gallardon-Pont.
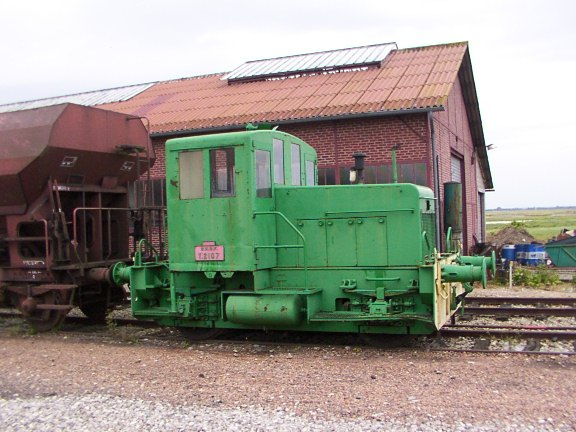
Y 2107 en gare de Saint-Valery-Canal.
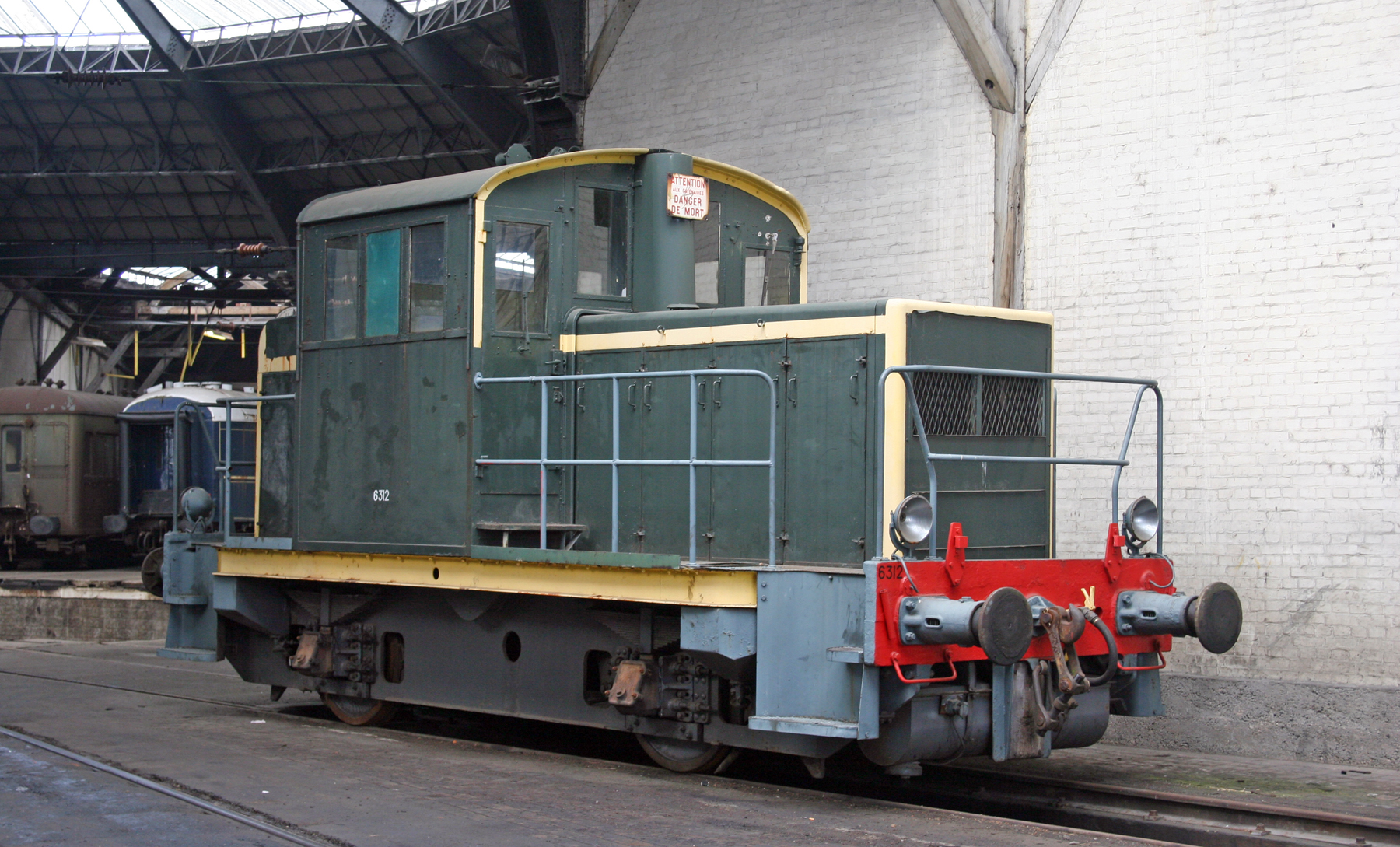
Y 6230 préservé par la Cité du train à Mohon.

## Autres projets
En plus du matériel roulant ferroviaire, Baudet, Donon et Roussel poursuit ses activités de construction métallique, notamment dans les domaines de la serrurerie, de la ferronnerie, de la constrution de structures en acier (charpentes, ponts, etc.), d'ascenseurs et de grues de grandes dimensions.
Baudet, Donon et Roussel construit en quatre mois la charpente métallique du palais principal de la Section métropolitaine de l'Exposition coloniale de 1931. Le bâtiment faisant 80 m de large pour 460 m de long, la charpente pèse 1 850 t. Avec sa division Le Titan de France, BDR fabrique des grues et des portiques de levage de grandes dimensions livrés par exemple aux chantiers navals normands du Trait ou ceux de Bordeaux, ou utilisés pour la construction du port algérois de Dellys,.

Palais de la Section métropolitaine de l'Exposition coloniale de 1931.
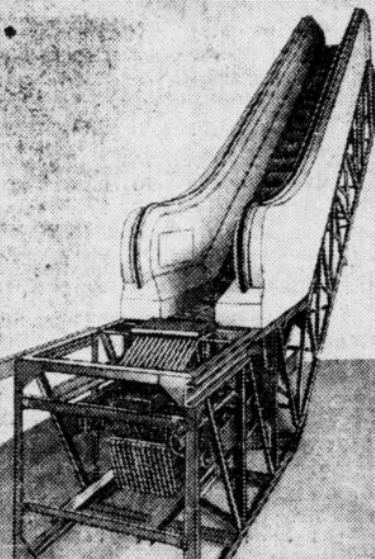
Escalier mécanique BDR.

L'entreprise construit également des ponts en charpentes métalliques, comme le pont de Bir Lakdar en Algérie sur la ligne de Bizot (actuelle Didouche Mourad) à Djidjelli (actuelle Jijel) ou certains ouvrages d'art de la ligne de Nice à Coni via Breil-sur-Roya.
Baudet, Donon et Roussel livre des monte-charge utilisés dans les fortifications de la ligne Maginot,. L'entreprise innove en installant des ascenseurs à trois vitesses dans l'immeuble du Globe, sis boulevard de Strasbourg à Paris. Dans les années 1930, BDR livre au musée du Louvre un monte-charge ainsi que du matériel de serrurerie.